# Blasius von Schemua

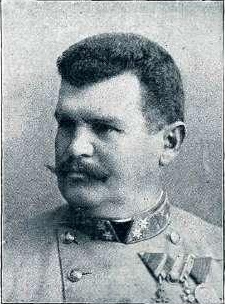
Blasius Edler von Schemua

Blasius Edler von Schemua (* 2. Januar 1856 in Klagenfurt; † 21. November 1920 ebenda) war 1911/12 Chef des k.u.k. Generalstabes und Korpskommandant im Ersten Weltkrieg, zuletzt General der Infanterie.

## Leben
Geboren als Sohn des k.u.k. Majors Blasius Schemua in Kärnten, jüngerer Bruder des Generals der Infanterie Johann Edler von Schemua (1850–1919).

### Militärkarriere
Seine erste militärische Erziehung erhielt er an der Kadettenschule zu Marburg, danach besuchte er die Theresianische Militärakademie in Wiener Neustadt. Im Jahr 1874 wurde er als Leutnant zum Kärntnerischen Infanterie Regiment „Graf von Khevenhüller“ Nr. 7 ausgemustert. Von 1879 bis 1881 war er Mitglied einer nach Persien abgesandten österreichischen Militärmission, danach besuchte er von 1882 bis 1884 die Kriegsschule in Wien. 1885 trat er in den Generalstabsdienst ein, wurde 1887 Hauptmann und bis 1891 dem Evidenzbüro des Generalstabes zugeteilt. Von 1894 bis 1897 fungierte er an der Wiener Kriegsschule als Lehrer für Heerwesen und wurde 1898 zum Oberst befördert. 1902 wurde er Kommandeur des Infanterie-Regimentes Nr. 66, 1905 übernahm er die Führung der 55. Infanterie-Brigade und wurde am 14. Mai zum Generalmajor befördert. 1908 erhielt er das Kommando der 18. Infanterietruppendivision in Ragusa. Am 3. Mai 1909 folgte die Rangerhöhung zum Feldmarschallleutnant und die Berufung als Sektionschef ins Kriegsministerium nach Wien. 1912 zum Geheimrat ernannt, beschäftigte er sich privat auch mit philologischen und ethnographischen Sachverhalten und unternahm ausgedehnte Studienreisen.
General der Infanterie Franz Conrad von Hötzendorf wurde nach einer Auseinandersetzung mit Kaiser Franz Josef über einen möglichen Krieg mit Italien im Jahre 1911 als Generalstabschef entlassen. Erzherzog Franz Ferdinand erreichte beim Kaiser die Ablösung des Kriegsministers von Schönaich, musste dafür aber am 3. Dezember 1911 die Nachfolge Schemuas als Chef des Generalstabes der gesamten bewaffneten Macht akzeptieren. Schemua verstärkte den Ausbau der Armee und koordinierte die Vorbereitungen zum Aufmarsch im Einvernehmen mit dem deutschen Generalstabschef von Moltke. Erhöhte Kriegsgefahr am Balkan brachte Conrad bereits am 12. Dezember 1912 in die verlorene Position zurück. Am  12. Dezember wurde Blasius Schemua als Nachfolger von General Lothar von Hortstein mit dem Kommando des XVI. Korps in Ragusa betraut. Am 4. November 1913 wurde Schemua zum General der Infanterie befördert. Er wurde in dieser Position am 14. Februar 1914 durch General Wenzel von Wurm abgelöst und übernahm im April 1914 als Nachfolger von Gen. der Inf. Alfred von Ziegler die Führung des „Wiener“ Korps.

### Im Ersten Weltkrieg
Nach Ausbruch des Krieges (August 1914) führte er das II. Korps (4. und 13. Division) im Rahmen der 4. Armee (Gen. der Kav. von Auffenberg) in der Schlacht von Komarów und deckte nach der Umgruppierung den rechten Armeeflügel der Armeegruppe Joseph Ferdinand bei Tomaszów. In der Schlacht bei Rawa Ruska konnte er die Verbindung zum rechten Flügel der 1. Armee nicht aufrechterhalten und gewährte der russischen 5. Armee eine umfassende Operation, die zur vollständigen Katastrophe in Galizien führte. Mitte September musste er sein Korps an FML Johann von Kirchbach auf Lauterbach abgeben und wurde am 24. September 1914 mit der Befestigung der Donaulinie Krems-Preßburg betraut. Nach der Auflösung der Gefahr des russischen Durchbruches wurde er am 23. März 1915 pensioniert und verstarb nach dem Krieg am 21. November 1920 in seiner Geburtsstadt.